# 徳仙丈山
徳仙丈山（とくせんじょうさん）は、宮城県気仙沼市にある山である。

## 概要
宮城県沿岸北部に位置する気仙沼市にある山。標高711m。日本屈指のツツジの名山で、5月中旬から下旬には面積約50ヘクタール(東京ドーム約10個)、約50万本ものヤマツツジとレンゲツツジが山全体を深紅に染め上げる。周囲の緑との対比も美しく、赤く染まった山頂は、遠く離れた平野部からも見える。
登山口は北(気仙沼側)と南(本吉側)の2か所。気仙沼側には、登山口から15分程で果てしなくツツジの赤が広がる「つつじが原」を見渡す第一展望台、ツツジと太平洋の紺碧が織りなす雄大な景色を見ることができる第二展望台がある。そこから山頂まで人の背丈を越すほどのツツジがトンネルのように咲く「つつじ街道」を通って25分程で行くことができる。南の本吉側からは、好みに合わせて2つのコースから道を選んで進むことができる。のんびり作業道コースは広い作業道を利用したゆるやかな道、登山の雰囲気を楽しみたい人は尾根道コースが良い。気仙沼側、本吉側どちらから登っても山頂までは40分程。